# De praetura urbana
Il De praetura urbana è la prima delle orazioni di Marco Tullio Cicerone dell'Actio secundae, che fa parte del corpus di orazioni chiamate Verrine. Queste orazioni furono elaborate nel 70 a.C in occasione di una causa di diritto penale discussa a Roma, che vedeva come accusatori il popolo della ricca provincia di Sicilia e l'ex propretore dell'isola Gaio Licinio Verre come imputato. L'accusa mossa nei suoi confronti era di de pecuniis repetundis, cioè di concussione, reato consumato durante il triennio di governo dal 73 al 71 a.C.
Se la Divinatio e l'actio prima hanno un carattere introduttivo, tutta l'Actio secunda ha aspetto unitario.
Questa prima orazione è strutturata in una lunga prefazione e partitio (1-34); successivamente tratta della questura di Verre con il console Gn. Papirio Carbone in Gallia Cisalpina (34-43); descrive poi diffusamente i misfatti di Verre durante la sua giurisdizione in Asia al seguito di Gn. Cornelio Dolabella (44-102); infine è presentata la sua pretura urbana del 74 a.C. (103-158).
Manca un tema di fondo: il titolo si riferisce alla pretura urbana, ma solo perché è la fase saliente della carriera di Verre, che poi lo condurra alla propretura in Sicilia.